# Eremiaphila uvarovi
Eremiaphila uvarovi è una specie di mantide religiosa appartenente al genere Eremiaphila.